# Juda rike

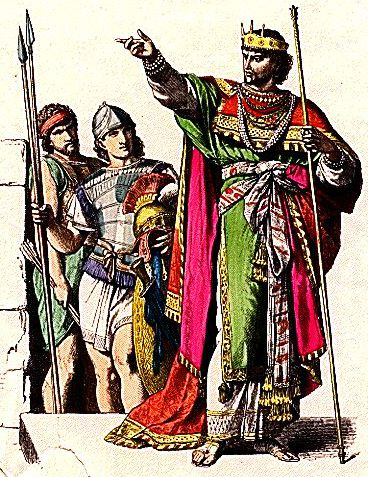
En judisk konung med soldater i det gamla Juda rike.

Juda rike var enligt Bibeln den södra delen av det förenade kungariket Israel som existerade som självständigt rike från Salomos död cirka 930 f.Kr. till 587 f.Kr. då Jerusalem erövrades av Babylonien. Det anges även att det under denna tid regerades av kung Davids ättlingar. Enligt modern forskning har Juda rike emellertid mest troligt utvecklats separat från det nordliga kungadömet Israel och först på 700-talet f.Kr. uppnått utveckling nog för att beskrivas som ett kungadöme.

## Historia

### Tidig biblisk historia
Judas tidiga historia markeras av osäkra datum och väldigt få källor. Det är omdebatterat om Juda ens var ett kungadöme innan 700-talet f.Kr. och den enda källa som nämner Juda under perioden är Gamla testamentet som skrevs flera hundra år efter att händelserna skall ha utspelat sig. 
Juda skall enligt bibeln ha grundats som rike 930 f.Kr. efter att det enade Israel splittrades. Under de första 60 åren av dess historia skall riket ha legat i konstant krig med Israel som de ville återförena med Juda men stammarna i Israel vägrade. Till en början var det endast Judastammen som ingick i Juda rike men Benjaminstammen anslöt sig snart till dem. Juda's första kung Rehobam skall ha uppfört skyddsmurar runt Juda's städer och han grundade även flera fästningar i riket. Under hans femte år som konung skall Juda ha anfallits av farao Shesonk I av Egypten som var allierad med Israel och Shesonk erövrade då många städer och belägrade även Jerusalem som kapitulerade. Juda rike tvingades därefter betala en stor tribut till Egypten och blev deras vasallstat. 
Jerobams son Aviam fortsatte sin fars försök att erövra Israel. Han stred och segrade mot Israels kung Jerovam i slaget vid Zemaraimberget och avslutade därmed det israeliska hotet mot Juda. Dock invaderade han inte riket i sig utan nöjde sig med att återerövra benjaminstammens forna områden vid Juda's gräns.
Aviam efterträddes av sin son Asa och under honom rådde 35 år av fred i Juda. Under fredsåren bättrade Asa på fästningarna och försvarsverken hans farfar tidigare byggt. Under Asa's 35:te år på tronen invaderades Juda av Egypten under etiopiern Zerah. men de egyptisk-etiopiska styrkorna besegrades av Juda i slaget vid Zephath. De jagades sedan av den judiska armén till kuststaden Gerar där judarna avbröt jakten på grund av utmattning. Segern resulterade i ett avbrott i Egyptens kampanjer mot Juda som skulle vara fram tills kung Josia's dagar. 
Under Asas 36:e år på tronen uppstod åter igen problem med Israel då deras kung Basha började uppföra en fästning vid Ramah som låg vid Judas gräns och 16 kilometer från Jerusalem. Asa insåg att fästningens slutförande skulle innebära ett stort hot mot huvudstaden och skickade tribut i form av guld och silver till kung Ben-Hadad I av Aram-Damaskus i utbyte mot att de avbröt sitt fredsavtal med Israel. Ben-Hadad accepterade tributen och anföll sedan Ion, Dan och Napaliområdet i Israel vilket tvingade Basha att dra sig tillbaka från Ramah och möta hotet. Asa intog då den ofärdiga fästningen och rev ned den. Materialet från fästningen användes för att stärka försvarsverken vid Geba och Mizpah i benjamiternas land på den judiska sidan av gränsen. 
Asa efterträddes av Josafat som ville avsluta de judiska konflikterna med Israel och han ingick en allians med deras kung Achav. Alliansens första militära kampanj var mot Aram-Damaskus i ett försök att återta Ramoth-Gilead som gått förlorat i det tidigare Israel-Aram kriget. Kampanjen misslyckades dock katastrofalt och Aram-Damaskus besegrade de allierade judiska rikena i slaget vid Ramoth-Gilead och Achav stupade. Josafats allians fortsatte dock med Achavs son Achasja av Israel. Alliansens syfte blev nu att utföra gemensam handel med Opir men den första judiska handelsflottan som byggdes förstördes i en storm. Josafat beslutade sig för att bygga upp flottan igen men denna gång deltog inte Israel i konstruktionen. Flottan färdigbyggdes men skickades aldrig till Opir för handel. Istället blev Josafat indragen i ett nytt krig tack vare Israel. Israel styrdes nu av kung Joram som valde att gå i krig mot kungadömet Moab då de slutade betala tribut till Israel. Kriget blev lyckat och Moab kuvades men när Josafat fick se Moabs konung Mesha offra sin egen son till gudarna på Kir-haresheths murar fylldes han av fasa och han drog sig tillbaka till Juda med sin armé. 
För att stärka den israel-judiska alliansen gifte han bort sin son Joram med Achavs dotter Atalja. Alliansen tog dock slut kort därefter då Joram av Israel (ny kung efter Achasjas död och bror till både Atalja och Achasja) och hans söner mördades i en statskupp. När Joram kom till makten i Juda var läget instabilt. Edom som tidigare varit Judas vasallstat gjorde uppror och Joram tvingades erkänna deras självständighet. Efter det skedde en räd mot Juda utfört av filistéer, araber och Egypten (nu styrda av etiopier), Räden nådde ända in i Jerusalem där kungliga palatset plundrades och hela Jorams familj togs till fånga med undantag av hans yngsta son Achav.
732 allierade sig Israel med Aram-Damaskus och de förberedde sig för krig mot Juda. Achav allierade sig då med det assyriska imperiet under Tiglat-pileser III som gick med på att hjälpa Juda i utbyte mot att de blev en assyrisk vasallstat. Assyrierna anföll och erövrade Aram-Damaskus och efter en kort fred erövrades även Israel 720 f.Kr. vilket resulterade i att kungadömet slutade existera. Kvar var nu endast Juda.

### Imperiernas tid
Hiskia blev kung av Juda cirka 715 f.Kr. och han allierade sig med Ashkelon och Egypten i ett försök att göra sitt rike självständigt från Assyrierna. 701 f.Kr. svarade Sanherib av Assyrien med att invadera Juda och flera befästa städer föll till den assyriska armén. Hiskia betalade en stor tribut till assyrierna för att få dem att sluta belägra Lachish. Sanherib tog emot tributen men avslutade inte belägringen och istället skickade han en armé till Jerusalem för att belägra även den staden. Jerusalem intogs dock aldrig och anledningen till att Jerusalem inte föll är okänd, gamla testamentet menar att det var på grund av gudomlig intervention och det finns teorier om att den assyriska armén drabbades av någon form av pest alternativt att den egyptiska armén drev tillbaka dem. Vad som än hände så besparades Jerusalem men Juda fortsatte att vara assyriskt vasallkungadöme. 
Hiskia efterträddes av Manasse (687/686 – 643/642 f.Kr.) och Juda fortsatte under hans tid som kung att vara ett assyriskt vasallkungadöme till kungarna Sanherib, Esarhaddon och Ashurbanipal. Manasse skall ha tvingats bidra med material till Esarhaddons byggnadsprojekt och han deltog även i Ashurbanipals kampanj mot Egypten. 
641 f.Kr. efterträddes Manasse av Josia och den internationella situationen var nu i förändring. Det assyriska imperiet hade börjat kollapsa och det babyloniska imperiet hade ännu inte uppstått. Egypten var fortfarande försvagat efter de assyriska kampanjerna och de var dessutom en assyrisk vasallstat nu. Då assyrierna var upptagna med att försöka rädda sitt fallande rike kunde Juda göra sig självständiga igen och för en period styrde de helt utan utländskt inflytande. Våren 609 f.Kr. ledde farao Necho II dock en stor egyptisk armé mot Eufrat för att hjälpa assyrierna och armén var då tvungna att passera genom Jezreldalen. Kung Josia tänkte inte tillåta detta och han samlade en här för att hindra egypterna från att ta sig igenom Juda. Anledningen till detta är okänd men det är möjligt att målet var att hjälpa Babylon och dess allierade i kriget mot Assyrien. Josia mötte Necho's armé vid Megiddo och ett blodigt slag utspelade sig mellan dem. Egypterna segrade i slaget och Josia dräptes av en egyptisk bågskytt. Efter det fortsatte Necho in i Syrien och Josia's son Joahas blev kung av Juda. 
Necho's armé besegrades av Babylon i slaget vid Harran vilket även markerar slutet på det assyriska imperiet och 608 f.Kr. var han på väg tillbaka till Egypten. På vägen fick han reda på att Joahas nu var kung av Juda och han anföll riket och belägrade Jerusalem som intogs. Jerusalems tempel och palats plundrades och Joahas togs som fånge till Egypten där han skulle spendera resten av sina dagar. Juda blev nu en egyptisk vasallstat.
Jojakim blev kung av Juda efter Joahas och tvingades betala stora tributer till Egypten. När egypterna besegrades av Babylonien i slaget vid Karkemesh bytte han dock sida och började betala tribut till Babylons konung Nebukadnessar II istället. 601 f.Kr. gjorde det babyloniska imperiet ett misslyckat försök att invadera Egypten vilket resulterade i flera uppror bland de babyloniska vasallstaterna i Levanten. Jojakim beslutade sig då för att sluta betala tribut till Babylon. Nebukadnessar II besegrade dock samtliga uppror och 599 f.Kr. belägrade han Jerusalem. Jojakim avled i december 598 f.Kr. under belägringen och hans son Jojakin kröntes till kung av Juda. Jerusalem föll cirka tre månader senare till Babylon och Nebukadnessar plundrade dess tempel och palats. Han tog även med sig Jojakin till Babylon som fånge och tillsatte istället Jojakins farbror Sidkia som vasallkung av Juda. 

### Juda rike faller
Sidkia låtsades vara en trogen vasall i cirka 7 år innan han ansåg att Juda var starkt nog för att motstå Babylons övermakt. Trots protester från sina rådgivare beslutade han sig därmed för att göra uppror mot dem. Sidkia slutade betala tribut till Babylon och han allierade sig med farao Hophra av Egypten. Nebukadnessar II reagerade snabbt och han drog in i Juda med sin armé och belägrade åter igen Jerusalem. Under kriget flydde många judar till rikena Moab, Ammon och Edom och Jerusalem föll efter en 18 eller 30 månaders lång belägring. Nebukadnessar lät plundra staden och dess kungliga palats och satte sedan efter Sidkia som flytt staden med del av sin armé. Sidkia besegrades sedan i slaget vid Jeriko och hans söner avrättades inför honom innan han själv fick sina ögon utstuckna. Han togs sedan till Babylon som fånge. Nebukadnessar lämnade Juda's öde i händerna på sin främste befälhavare Nebuzaraddan som beslutade sig för att bränna ned Jerusalems tempel och föra större delen av dess överlevande befolkning till Babylon som slavar. Endast de fattigaste jordbrukarna lämnades kvar i riket för att bruka jorden. Juda rike var därmed över och uppgick nu i den babyloniska provinsen Yehud.

## Efter fallet

### Babyloniska Yehud
Under större delen av 500-talet f.Kr. förblev Jerusalem obebott. Yehudprovinsens huvudstad kom istället att bli Mizpah som låg i benjaminterritoriet i norra Juda, en trakt som klarat sig relativt oskatt från kriget, och det var här huvuddelen av Juda's kvarvarande judar levde. När Babylon sedan erövrade Filistén flyttades huvudstaden istället till Ashkelon och den politiska, religiösa och ekonomiska eliten i Mizpah förvisades. Befolkningen blev dock kvar. 
Juden Gedaliah blev nu guvernör av Yehud och han gavs en kaldeisk livvaktstyrka av babylonierna. När nyheten om att en judisk man åter styrde i forna Juda spred sig återvände många av de Judar som flytt landet till provinsen. Gedaliah och hans livvakter mördades dock några år efter att han blivit guvernör och tre månader av våld följde då judiska milisgrupper avrättade de judar som ansågs vara babyloniska kollaboratörer. Efter upploppen flydde en stor del av Yehuds judiska befolkning till Egypten då de fruktade Babylons repressalier och de fick där fristad och tilläts bosätta sig i Migdol, Tahpanhes, Noph, och Pathros.

### Yehud efter Babylon
539 f.Kr. erövrade det persiska imperiet Babylon och fick därmed makten i rikets gamla provinser. De judar som tagits till Babylon som slavar tilläts av storkungarna Kyros II och Dareios I återvända hem och de byggde upp Jerusalem igen från grunden (på den akemenidiska statskassans bekostnad). Därefter förblev de en lugn och fredlig del av det akemenidiska riket i 200 år fram tills 333 f.Kr. när perserriket föll till Makedonien under Alexander den store.  Hasmoneiska dynastin styrde Judeen och kringliggande områden mellan år 140 f.Kr. och 37 f.Kr. Området blev självständigt efter de judiska mackabéernas revolt mot de hellenistiska seleukiderna, men förlorade sedan sin självständighet till romarriket. Romarna upprättade den herodianska dynastin i den romerska provinsen Iudaea, men förstörde senare det andra templet på grund av judarnas uppror och efter Bar Kokhba-revolten förstördes stora delar av Judeen och majoriteten av den judiska befolkningen levde efter dessa händelser i diasporan, medan det huvudsakliga centrumet för judiskt liv i regionen flyttades till Galileen.

## Profeter
Personer som enligt Bibeln verkade som profeter i Juda rike:
- Amos, född i Juda men profeterade i Israel
- Habackuk
- Jesaja, kusin till kung Ussia
- Jeremia
- Joel
- Mika
- Obadja
- Sakarja
- Sefanja